# Die Hochzeit (Tschechow)

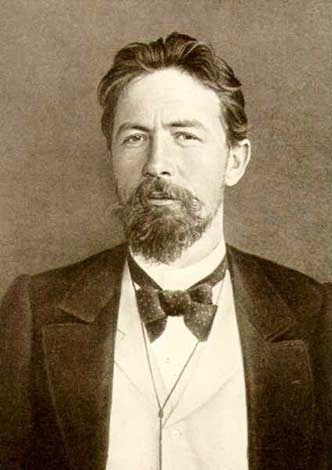
Anton Tschechow

Die Hochzeit (russisch Свадьба, Swadba) ist ein Einakter des russischen Schriftstellers Anton Tschechow, der am 25. April 1890 in einer lithographierten Moskauer Ausgabe publiziert wurde. Der Autor hatte seine Kurzgeschichte Die Hochzeit mit dem General aus dem Jahr 1884 in Szene gesetzt. Zu Lebzeiten Tschechows wurde die Komödie ins Serbokroatische und Tschechische übersetzt. Die deutsche Erstaufführung fand am 9. April 1928 in Braunschweig statt.

## Inhalt
Heiraten ist eine ernste Sache, meint der Bräutigam Epaminond Aplombow und fügt bei, die Brauteltern hätten längst nicht alle Versprechungen erfüllt. Zwar hat der Bräutigam tausend Rubel Mitgift eingesteckt und die Braut Daschenka hat Hausrat mit in die Ehe gebracht, doch die versprochenen zwei Lotterielose fehlen. Gut – Schwamm drüber. Doch auf den General – quasi als Mittelpunkt an der Hochzeitstafel – möchte Aplombow, beruflich als Taxator in der Kreditkasse tätig, keinesfalls verzichten.
In Ordnung, Nastassja Timofejewna, die Mutter der Braut, verheiratet bereits die dritte Tochter mit einem rechtschaffenen Mann. So schickt sie den Versicherungsagenten Andrej Njunin, versehen mit fünfundzwanzig Rubeln, in die Spur. Die Suche nach einem hochdekorierten Militär als Ehrengast dauert an. Die Hochzeitsgäste müssen vom Tafeln zurückgehalten werden, bis – wie versprochen – Fregattenkapitän a. D. Fjodor Rewunow-Karaulow eintrifft. Njunin, der den Gast an die Tafel bugsiert, versichert, Fregattenkapitän bei der Marine sei äquivalent zum Generalmajor bei der Bodentruppe. Rewunow-Karaulow nimmt den Versicherungsagenten beiseite und widerspricht. Er sei kein General, sondern nur ein Offizier, im Dienstgrad unter dem Oberst. Njunin will das nicht hören.
Endlich kann getafelt werden. Der Ehrengast findet den bitteren Hering und das bittere Brot ungenießbar. Die bereits angesäuselten Gäste rufen dem Brautpaar zu: „Bitter! Bitter! Küßt euch!“ Aplombow und Daschenka küssen sich während der Feier zum soundsovielten Male. Der 72-jährige Ehrengast, anno 1865 hat er den Dienst quittiert, erweist sich im Laufe der Feier als ausgesprochener Langweiler, der nur des langen und breiten von Steuerbord, Oberbramsegel, Fockschot, Rahen, Tauwerk, Kreuzbrassen, Klüver et cetera schwafeln kann. Die Mutter der Braut Nastassja Timofejewna ist bisher ohne Bildung durchs Leben gekommen und liegt dem Versicherungsagenten Njunin in den Ohren; trauert lautstark ihren fehlinvestierten fünfundzwanzig Rubeln nach. Es stellt sich heraus, Njunin hat das Geld eingesteckt. Der falsche General verlässt empört über solch minderwertige Charaktere die Feier.

## Aufführung
- im Maly-Theater bei YouTube (47 min, russisch)

## Verfilmung
- 1944, Sowjetunion, Grusija-Film[5] Tiflis: Die Hochzeit[6]. 64 min-Spielfilm (russisch) anlässlich des 40. Todestages von Anton Tschechow. Regie: Isidor Annenski. Mit Alexei Gribow[7] als Vater der Braut Jewdokim Shigalow, Faina Ranewskaja als Mutter der Braut Nastassja Timofejewna, Erast Garin[8] als Bräutigam Epaminond Aplombow, Michail Janschin[9] als Versicherungsagent Andrej Njunin und Nikolai Konowalow[10] als Fregattenkapitän a. D. Fjodor Rewunow-Karaulow.[11]

## Verwendete Ausgabe
- Die Hochzeit. Szene in einem Akt. Aus dem Russischen übersetzt von Gudrun Düwel. S. 103–122 in: Wolf Düwel (Hrsg.): Anton Tschechow: Der Kirschgarten. Dramen. 719 Seiten. Rütten & Loening, Berlin 1964 (1. Aufl.)